# 바이테렉
바이테렉(카자흐어: Бәйтерек, Bäyterek, "높은 포플러의 나무")는 카자흐스탄의 수도 아스타나에 있는 기념물 및 전망대이다. 외국인 여행객과 카자흐스탄 공화국 사람들에게 인기 있는 관광지로 1997년 아스타나가 수도가 된 이후 수도의 상징이 되고 있다.

## 같이 보기
- 카자흐스탄의 역사